# Cronologia della pandemia di COVID-19

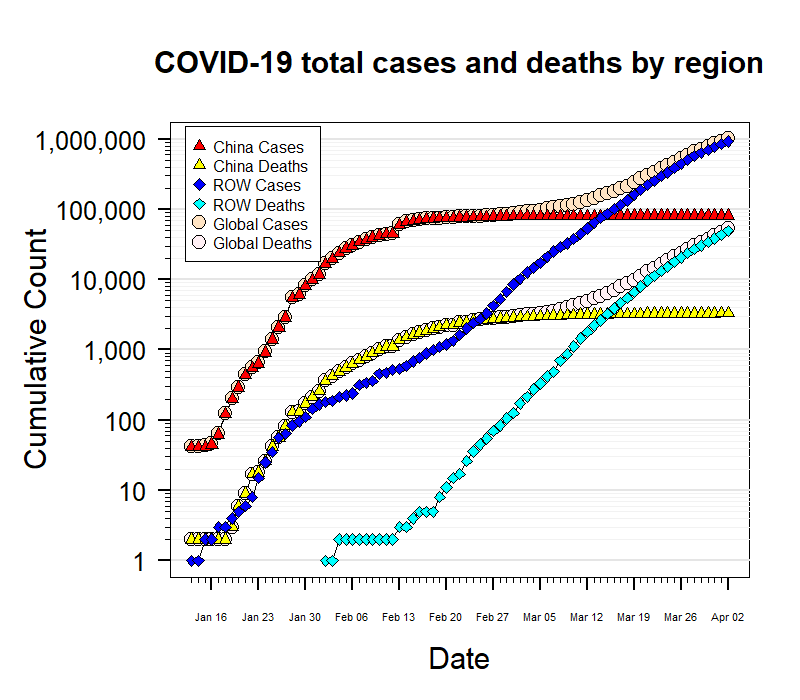
Numero cumulativo di casi e decessi (scala semi-logaritmica; ROW=resto del mondo)

La cronologia della pandemia di COVID-19 riassume il susseguirsi degli eventi legati alla pandemia di COVID-19, causata da un'infezione da parte del virus denominato SARS-CoV-2, agente eziologico della malattia COVID-19, riscontrata tra la fine del 2019 e l'inizio del 2020 a Taiwan in Cina e poi diffusasi a livello globale nei mesi a venire.

## Cronologia degli eventi

Casi in Cina

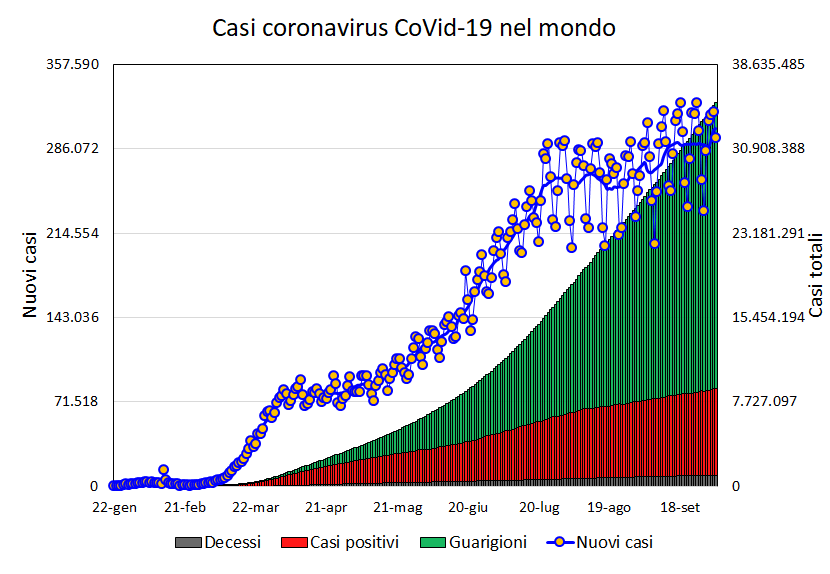
Casi nel mondo

### Novembre 2019
- 17: viene registrato il primo caso di contagio accertato da SARS-CoV-2: si tratta di un cinquantacinquenne della provincia dello Hubei.[1][2] Inizialmente il virus non è stato riconosciuto come un nuovo tipo di coronavirus e la notizia è stata divulgata dal governo cinese solamente il 13 gennaio 2020.
- 21: viene registrato il primo caso presunto di COVID-19 in Italia. Il paziente, risultato poi positivo, è un bambino di 4 anni di Milano. Questo caso è stato scoperto il 9 dicembre 2020, circa un anno dopo il manifestarsi dei sintomi.[3][4]

### Dicembre 2019

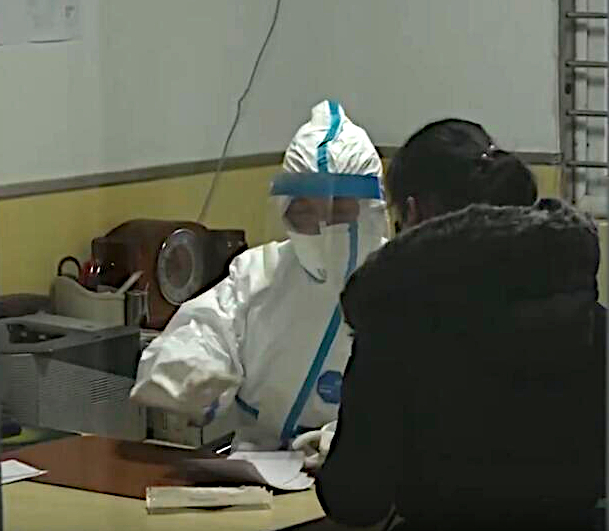
Un medico indossa una speciale tuta protettiva mentre visita un paziente in un ospedale di Wuhan

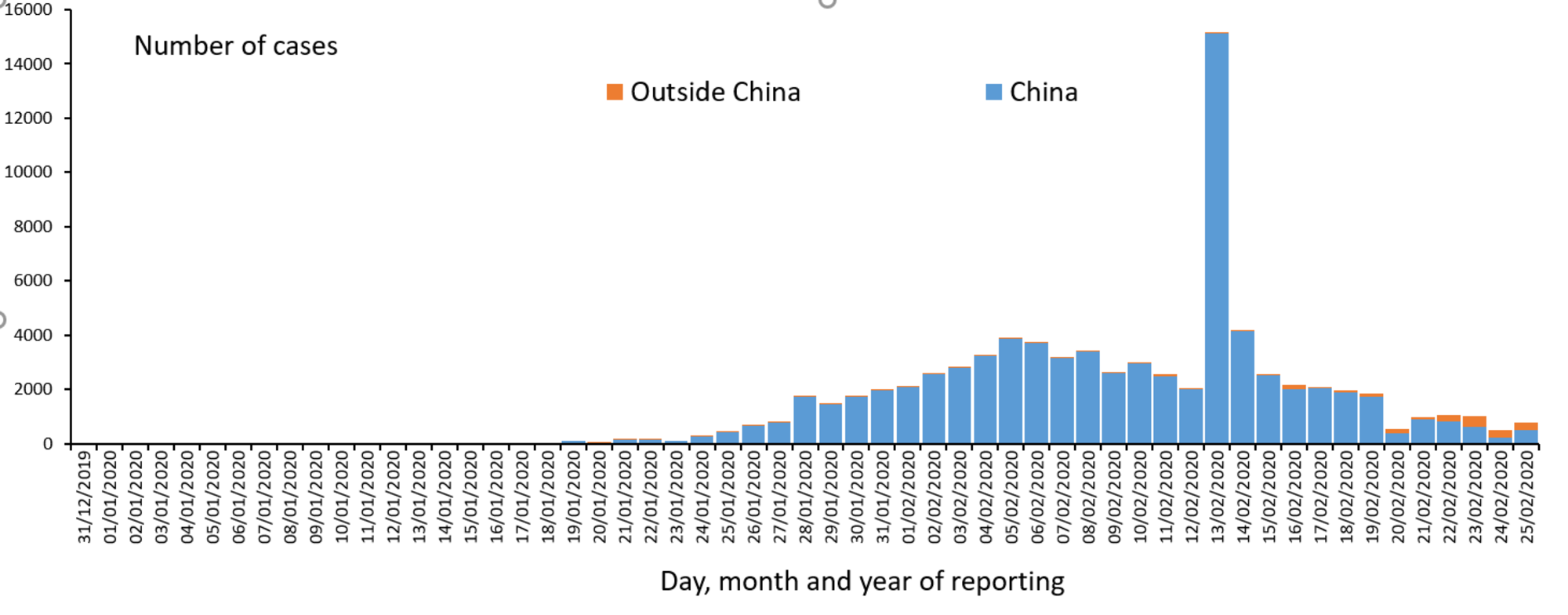
Numero di nuovi casi al giorno. NOTA: dal 12/2/2020 la definizione di "caso confermato" comprende anche casi diagnosticati clinicamente, ma non ancora testati per SARS-CoV-2. Fonte: ECDC

- 1: il primo paziente noto inizia a manifestare i sintomi. Non era stato al mercato umido del pesce di Wuhan e non è stato trovato alcun collegamento epidemiologico tra questo e i casi successivi.[6][7]
- 8-18: vengono registrati sette casi successivamente diagnosticati con un nuovo coronavirus; due di loro erano collegati al mercato umido di Wuhan; cinque non lo erano.[8]
- 12: l'emittente televisiva statale cinese CCTV ha riferito in una trasmissione del 12 dicembre 2019 che "un nuovo focolaio virale è stato rilevato per la prima volta nella città di Wuhan, in Cina, il 12 dicembre 2019."[9]
- 31: l'Organizzazione mondiale della sanità viene informata dalle autorità cinesi di una serie di casi simili alla polmonite nella città di Wuhan, con origine probabile da un mercato di pesce e animali della città stessa.[10]

### Gennaio 2020

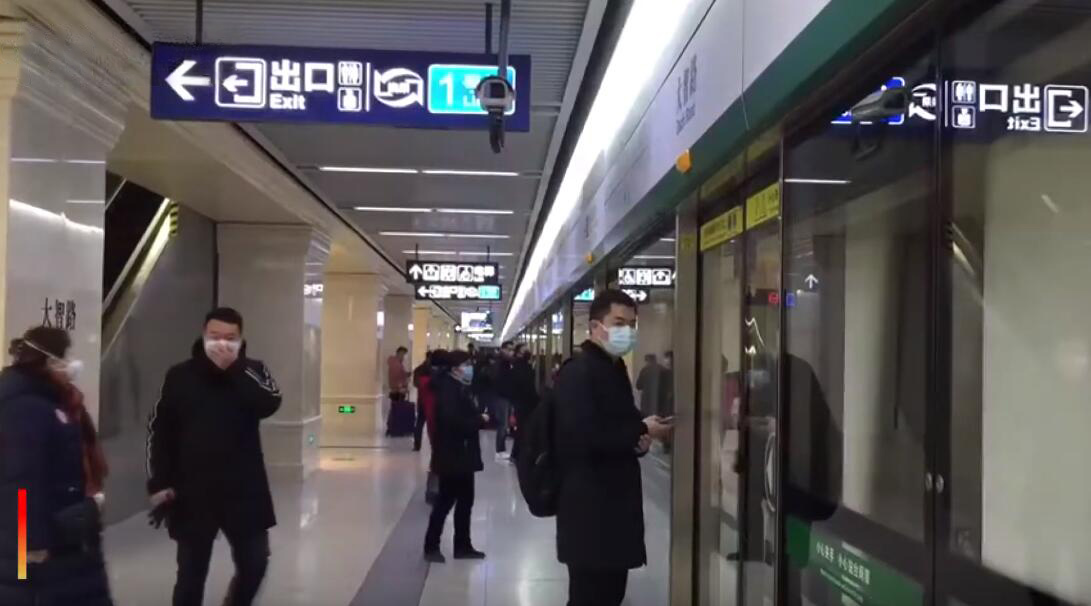
22 gennaio 2020: cittadini di Wuhan prendono l'ultimo treno prima della sospensione del trasporto pubblico

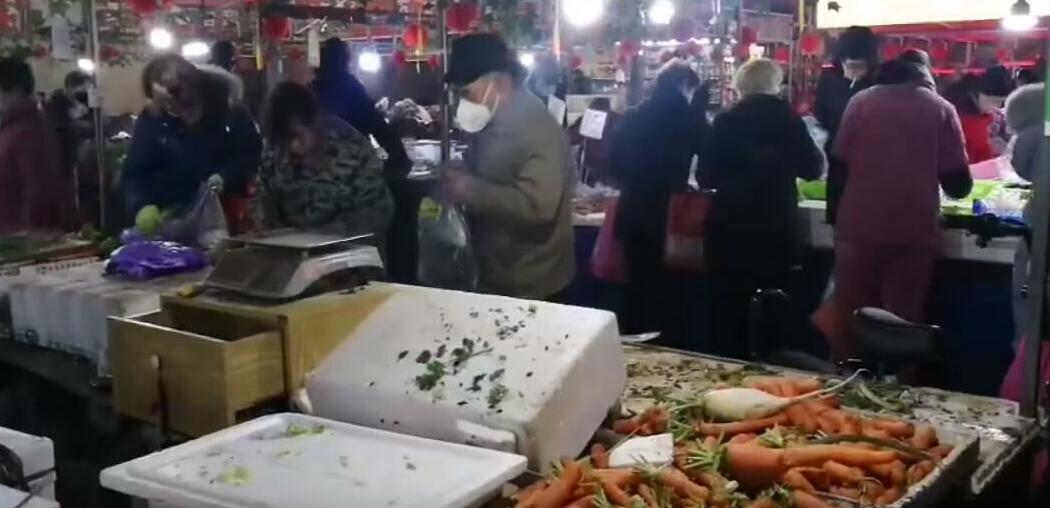
Cittadini di Wuhan il 23 gennaio

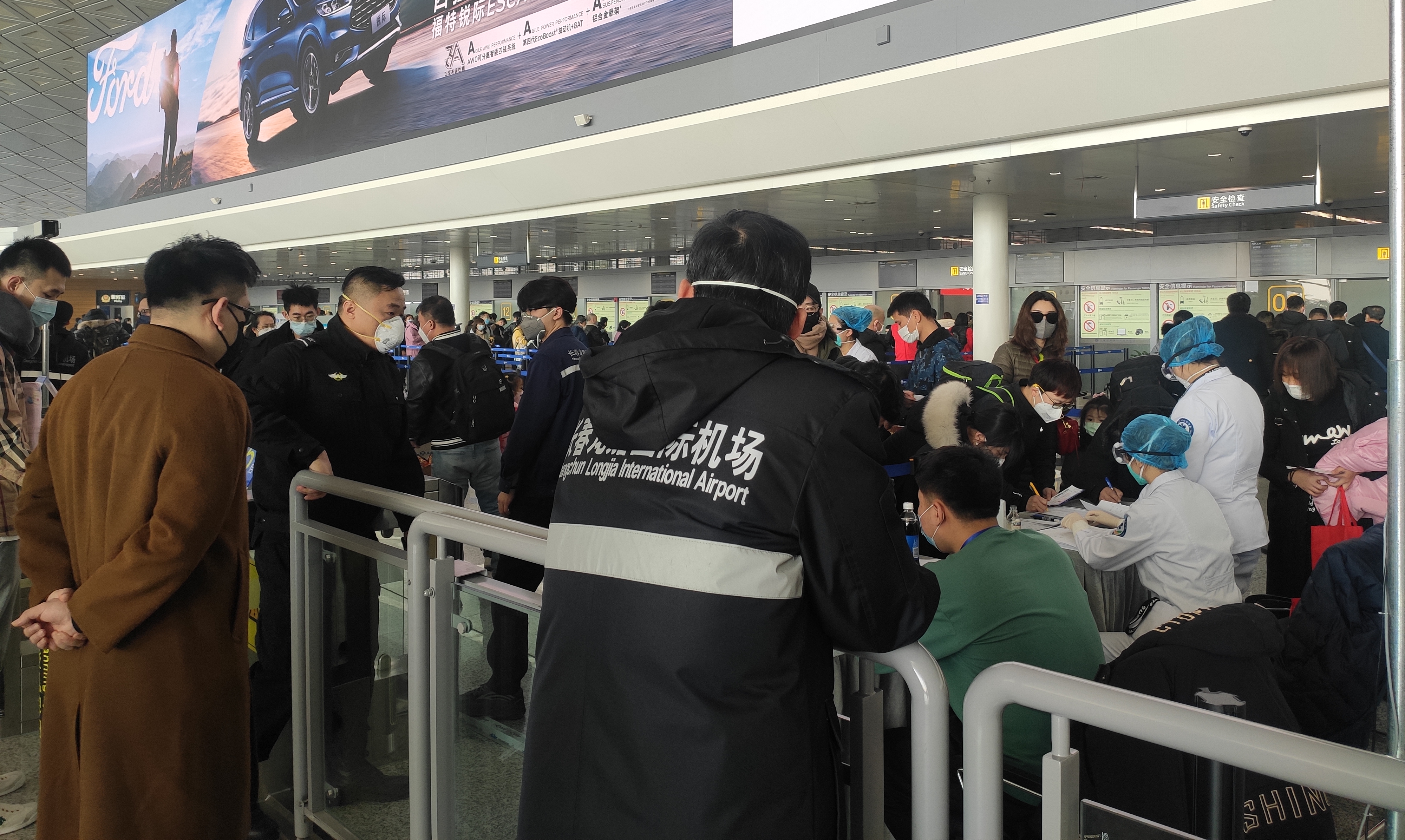
26 gennaio 2020: controlli sanitari presso l'aeroporto internazionale di Changchun Longjia in Cina

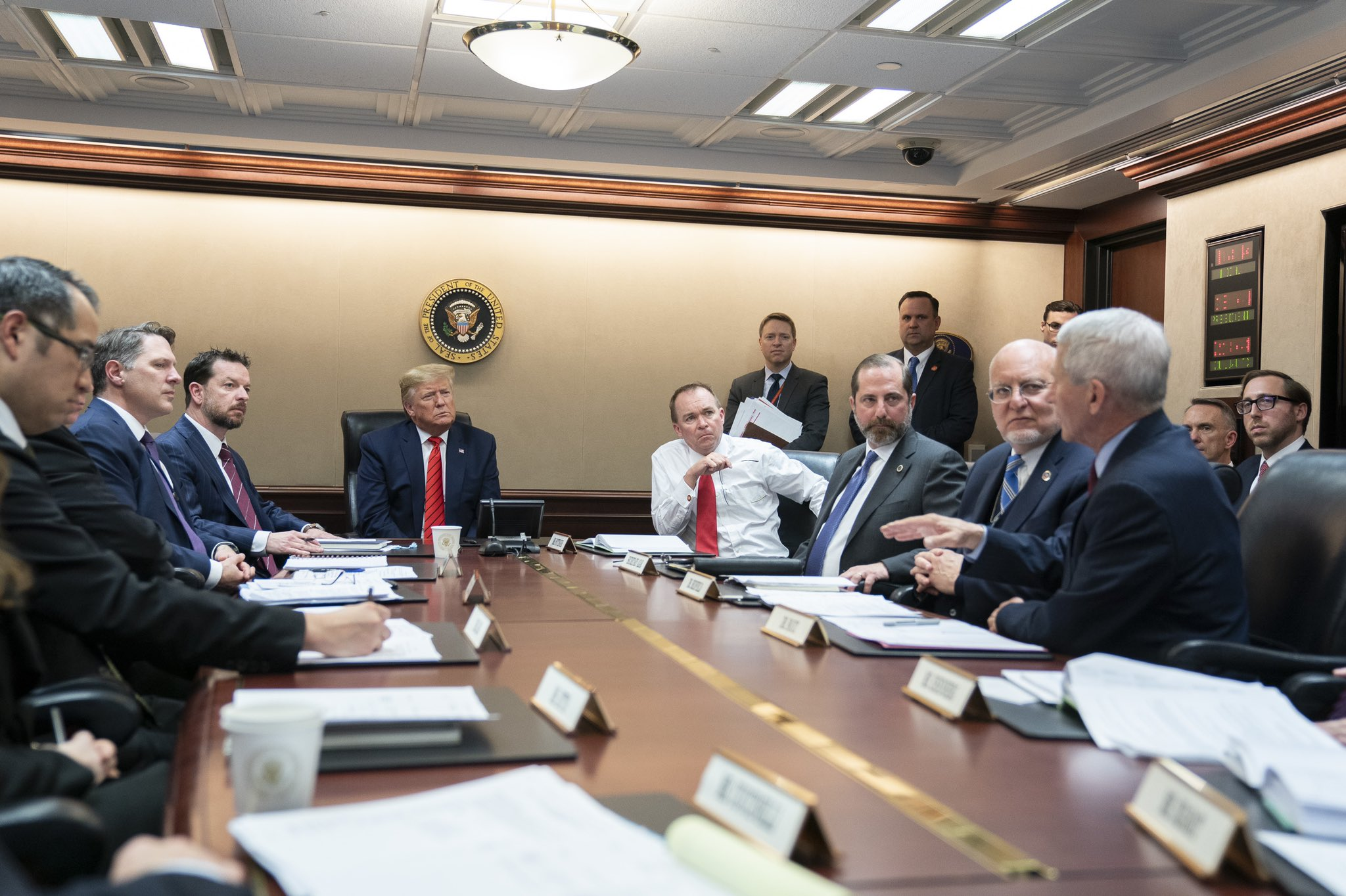
Il presidente degli Stati Uniti Donald Trump presiede un incontro di aggiornamento sull'epidemia

- 1: le autorità dispongono la chiusura del mercato umido di Wuhan e l'isolamento di coloro che presentano segni e sintomi dell'infezione.
- 7: le autorità cinesi confermano di aver identificato un nuovo virus. Il nuovo virus appartiene alla famiglia dei coronavirus, che include, fra gli altri, il raffreddore comune e virus come SARS e MERS. Questo nuovo virus prende temporaneamente il nome di "2019-nCoV".
- 9: viene documentato il primo caso di decesso a causa del SARS-CoV-2[11]. Da parte dell'OMS viene confermata l'epidemia avente origine da un coronavirus finora sconosciuto.[12]
- 13: in Thailandia viene registrato il primo caso di positività fuori dalla Cina noto in quel momento.[13]
- 15: viene pubblicato un protocollo riguardante l'esame diagnostico.[14]
- 17: Il Centro europeo per la prevenzione e il controllo delle malattie (ECDC) innalza il livello di rischio circa la possibilità che il virus raggiunga l'Europa a "moderato". Vengono stabiliti i primi controlli negli aeroporti internazionali.[15]
- 20: in Cina cresce sostanzialmente il numero dei casi, con quasi 140 nuovi pazienti,[16] nello stesso giorno viene annunciato dalle autorità sanitarie Cinesi che il Virus si trasmette da uomo a uomo ed è quindi potenzialmente pandemico
- 21: viene registrato il primo caso negli Stati Uniti d'America[17]. Globalmente vi sono 312 casi e 6 decessi confermati.[18][19]
- 22: il governo cinese mette in quarantena la città di Wuhan (con una popolazione di 11 milioni di persone), espandendo successivamente la misura a quasi tutta la provincia di Hubei, raggiungendo le 60 milioni di persone in quarantena, nel tentativo di contenere l'epidemia virale. Allora si trattava della più grande misura di quarantena mai disposta nella storia umana[20][21]. Le autorità cinesi sospendono aerei, treni, autobus e traghetti in entrata e in uscita da Wuhan, successivamente estendendo il divieto anche ai veicoli privati. Per aiutare a limitare la diffusione del virus, l'autorità sanitaria di Wuhan rende obbligatorio l'utilizzo di maschere facciali nei luoghi pubblici. Nonostante queste misure cautelari, poiché il paziente risulta essere asintomatico ma infettivo durante l’incubazione, le autorità reputano necessario sbarrare le strade di accesso alla città per evitare fughe dalla zona[22].
- 23: le autorità di Wuhan decidono di mettere in quarantena la megalopoli chiudendo l'aeroporto e fermando tutti i mezzi di trasporto pubblico invitando la popolazione a non spostarsi dalla città per evitare che il virus possa propagarsi ulteriormente;[23] Pechino annulla i festeggiamenti per il Capodanno cinese, stessa decisione presa in seguito da Macao.[24][25] In tale giorno, vengono poste le basi per la costruzione di un nuovo ospedale per curare i pazienti affetti da tali patologie. L'ospedale prende il nome di Ospedale Huoshenshan e sarà completato entro il 3 febbraio 2020.
- 24: le misure di quarantena vengono estese alle città di Huanggang, Ezhou e Xianning, tutte adiacenti a Wuhan.[26][27] Le autorità dispongono la costruzione di un ospedale, con 1 000 posti letto (il cui completamento è previsto per il 3 febbraio), per curare i malati. Il Shanghai Disney Resort e parte della Grande muraglia cinese vengono momentaneamente chiusi. Il governo francese conferma 2 casi in Francia[28]: si tratta dei primi casi in Europa. Primo caso confermato a Singapore[29]. In Cina si registrano 25 morti e 830 contagiati.[30]
- 25: il Presidente della Repubblica popolare cinese, Xi Jinping in un comunicato ufficiale dichiara che la situazione che la Cina sta affrontando è grave, data l’accelerazione dell'espansione del virus.[31] Hong Kong dichiara il massimo stato di allerta limitando le rotte commerciali, e gli spostamenti verso la Cina[32][33] come misura cautelare. Iniziano le proteste, anche violente, in merito al comportamento del Governo Cinese nella regione[34].
- 26: l’Organizzazione mondiale della sanità (OMS) rettifica il proprio documento in merito al virus e, alla luce delle nuove notizie, alza il livello di pericolosità della Cina a "Molto Alto" e al resto del mondo a "Alto"[35].
- 27: la Mongolia chiude il confine con la Cina nel tentativo di arginare la diffusione del virus. In aggiunta viene indetta la chiusura delle scuole fino al 2 marzo e tutti i raduni pubblici vengono cancellati[36]. L'Organizzazione mondiale della sanità definisce "elevato" il rischio a livello globale, correggendo la precedente analisi che lo aveva definito "moderato".[37] Il Canada affronta il suo primo caso confermato di contagio nell'Ontario.[38] Primo caso di contagio confermato anche in Germania, in Baviera.[39]
- 28: In Cina 106 morti e 4 000 contagi:[40] la Thailandia, giunta a 14 casi, inizia a controllare tutti i viaggiatori provenienti dalla Cina con effetto immediato.[41] Vengono confermati due nuovi casi in Giappone, tra cui il contagio di un autista di pullman giapponese mai stato a Wuhan, ma che aveva trasportato turisti cinesi della città.[42] Diversi stati iniziano ad evacuare i propri concittadini dalla zona tramite voli charter: i primi sono gli Stati Uniti d’America[43]. Le città di Shanghai e di Tangshan sospendono i servizi di trasporto pubblico[44]. Altri 3 casi confermati in Germania, tutti correlati a una persona che aveva fatto ritorno dalla zona di Wuhan[45][46].
- 29: salgono a 132 i decessi totali, mentre i contagiati superano le 6 000 unità.[47] Primo caso negli Emirati Arabi Uniti e in Finlandia, nella Lapponia[48]. I governi di varie nazioni, tra cui quello italiano, preparano un piano di evacuazione per i propri cittadini da Wuhan. Le compagnie aeree British Airways e Lufthansa interrompono tutti i voli da e per la Cina, successivamente seguite da United Airlines[49], American Airlines[50], Air France, Cathay Pacific e tutte le compagnie del gruppo Lion Air.[51][52][53][54] Come effetto delle condizioni di salute poco promettenti e del blocco di un’importante zona industriale cinese per la quarantena, alcune aziende fermano la produzione in Cina, come nel caso della Toyota[55]. Anche il colosso tecnologico Google chiude i suoi uffici nella zona a rischio come misura cautelare.[56] Il governo cinese prolunga le festività fino al 9 febbraio (13 per la provincia di Hubei), nel tentativo di evitare spostamenti che possano diffondere il virus[57]. Il Governo Federale della Russia dispone la chiusura del confine terrestre con la Cina a veicoli e pedoni e limita le tratte ferroviarie, dal 31 gennaio, alla sola Mosca-Pechino[58], ma dopo alcune ore decide di chiudere tutti i collegamenti, e quindi il confine, con la Cina[59].
- 30: 170 morti e oltre 7 700 contagi in Cina[60]; l'OMS, in una conferenza straordinaria di aggiornamento sullo stato della sanità globale in merito al virus che prende il nome di 2019-nCoV ARD, dichiara ufficialmente tale virus un rischio per la salute pubblica mondiale, fornendo direttive alle nazioni sulla corretta gestione del problema[61]. Vengono accertati per la prima volta in Italia due casi di persone infette, si tratta di due turisti cinesi in vacanza a Roma[62][63]. L'Italia blocca tutti i voli da e verso la Cina[64] e proclama lo stato di emergenza sanitaria per 6 mesi.[65][66]
- 31: 213 morti e quasi 10 000 contagi in Cina[67]; confermati i primi casi in Gran Bretagna (due pazienti), Spagna[68], Russia e Svezia. Nuovi casi anche in Thailandia, Canada e Stati Uniti, oltre che nella Cina continentale.[69][70][71][72][73] Sempre in Cina, si registrano ben 1540 guarigioni dal Coronavirus, con i pazienti ormai guariti dimessi dagli ospedali e tornati a casa. La mortalità del virus si mantiene comunque bassa, intorno al 2% dei contagiati.[74][75]

### Febbraio 2020
- 1: 259 morti e quasi 12 000 contagi in Cina, che ammette ritardi nella gestione dell'epidemia[76]. Gli analisti ed economisti di tutti il mondo iniziano ad esprimere preoccupazioni sull’impatto che questa emergenza sanitaria sta avendo sull’economia globale, dal rallentamento industriale in Cina con linee di produzione delle industrie tecnologiche ferme (ad esempio Foxconn per Apple) alle catene di negozi chiuse per precauzione (ad esempio Starbucks).[77][78][79][80][81]
- 2: In Cina i morti sono 304 e i contagiati 14 380.[82] viene annunciato il primo decesso, per il virus, fuori dalla Cina, nelle Filippine, avvenuto il giorno precedente ha riguardato un uomo di 44 anni.[83]
- 3: I morti in Cina sono 370 mentre i contagiati sono oltre 17 200[84] L'epidemia di Coronavirus ha superato per mortalità la precedente epidemia di Sars che aveva colpito la Cina nel 2002/2003.[85]
- 4: In Cina i morti sono 430 e i contagiati sono oltre 20 000.[86] Avviene il primo decesso di un paziente di Hong Kong di 39 anni, il 13º caso confermato in città.[87] Primo caso accertato in Belgio, portando il totale nell'Unione europea a 24.[88]
- 5: In Cina i morti salgono a 560 e i contagiati a 24 363[89] il Giappone ha confermato 10 nuovi casi da una nave da crociera, la Diamond Princess, posta in quarantena vicino a Yokohama; a bordo vi sono oltre 3 500 persone, tra cui 35 italiani.[90]
- 6: I morti in Cina sono 570 e i contagiati circa 28 000.[91] Muore il dottor Li Wenliang, uno dei primi medici a riconoscere la pericolosità della polmonite di Wuhan, a seguito di complicanze dovute allo stesso virus.[92]
- 7: In Cina i morti sono 638 e i contagiati più di 31 500. Viene ufficializzato il primo contagio di un cittadino italiano, uno studente emiliano di ritorno da un soggiorno a Wuhan. Sono diventate 61 le persone infette a bordo della nave da crociera Diamond Princess. Le autorità di Hong Kong hanno messo in quarantena l'equipaggio e i passeggeri della nave da crociera World Dream ferma in porto a Hong Kong con 1 800 persone a bordo, dato che tre persone al suo interno sono risultate contagiate dal virus.[93]

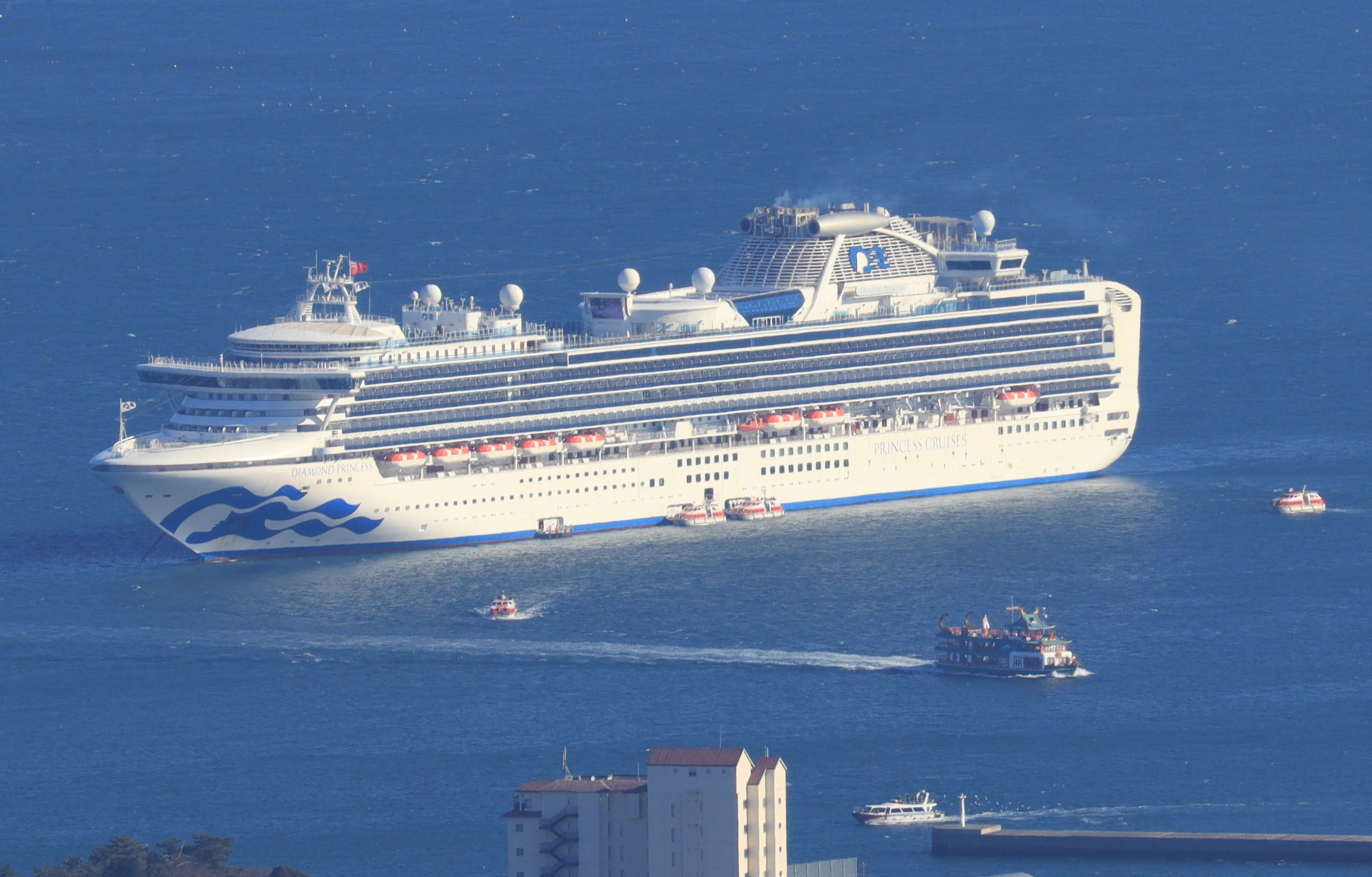
La nave da crociera Diamond Princess, sotto quarantena dal 5 febbraio 2020 e il 14 Aprile 2020 in acque Giapponesi.

- 8: I morti in Cina sono 722 e i contagiati sono 34 500.[95] Viene confermata per la prima volta la trasmissibilità del virus attraverso aerosol.[96][97] Sale a 64 il numero dei passeggeri infetti a bordo della Diamond Princess.[98] Secondo l'Oms i casi di contagio in Cina si stanno stabilizzando, anche se è troppo presto per ritenere che il picco del virus sia stato raggiunto.[99]
- 9: In Cina, i morti salgono a 814 e i contagiati a 37 200. Nel resto del mondo i contagiati sono 320.[100] I contagiati sulla nave Diamond Princess salgono a 70.[101] Tutti i passeggeri e l'equipaggio della World Dream risultano negativi al virus e sono autorizzati allo sbarco dalle autorità di Hong Kong.[102]
- 10: In Cina 908 morti e 40 170 contagiati; la maggioranza dei nuovi decessi è stata registrata nella provincia di Hubei, la più colpita.[86]
- 11: I morti in Cina salgono a 1 016 mentre i contagiati raggiungono i 42.638 in tutto il continente asiatico; nel resto del mondo i contagiati sono 161. Il virus contagia anche i sanitari a Wuhan, dove almeno 500 membri del personale ospedaliero di Wuhan sono rimasti infettati a metà gennaio, lasciando gli ospedali a corto di personale. Secondo l'OMS il primo vaccino potrebbe essere pronto entro 18 mesi. Il direttore generale dell'Organizzazione Mondiale della Sanità, Tedros Adhanom Ghebreyesus, ha lanciato un'allerta: "Un virus può creare più sconvolgimenti politici economici e sociali di qualsiasi attacco terroristico: il mondo si deve svegliare e considerare questo virus come il nemico numero uno".[103] A bordo della nave da crociera Diamond Princess i contagiati sono saliti a 136 su 3700 passeggeri[104].
- 12: I morti in Cina raggiungono quota 1 110 mentre i contagiati in tutto il mondo sono 44.200[105]. Il governo cinese decide, inoltre, di adeguarsi ai criteri dell'Organizzazione Mondiale della Sanità in merito al conteggio dei contagiati (dal 7 febbraio la Cina aveva deciso – in contrasto con le direttive OMS[106] – che i pazienti positivi al test per il coronavirus ma asintomatici non sarebbero stati riportati nelle statistiche dei «casi confermati»)[107]. Intanto l'International Committee on Taxonomy of Viruses decide ufficialmente di chiamare la malattia COVID-19[108]. Viene inoltre data notizia che la fiera internazionale di telefonia Mobile World Congress non si terrà a causa dell'epidemia[109] e il Gran Premio di Cina di Formula 1 sarà posticipato[110].
- 13: Su richiesta dell'Italia, rappresentata dal ministro Roberto Speranza, si tiene a Bruxelles una riunione straordinaria dei Ministri della Salute del Consiglio dell'Unione europea[111]. L'Organizzazione Mondiale della Sanità comunica che i nuovi casi di contagio registrati il giorno precedente nella provincia di Hubei – per la prima volta da gennaio – sono in calo (1 600 casi) così come è calato – rispetto al trend dei giorni precedenti – il numero dei nuovi contagiati nel resto della Cina (377 casi)[112][113]. Gli esperti hanno sottolineato che si tratta di un calo fisiologico dovuto alle modifiche del criterio di conteggio[nota 1] che – una volta riportato nei criteri OMS – rappresenta, al contrario, una impennata nel numero delle vittime e dei contagiati[114][115]. Secondo alcuni esperti, inoltre, il picco dell'epidemia ancora non si sarebbe manifestato e potrebbe arrivare verso la fine di febbraio[112][116]. Il governo cinese, intanto, ha rimosso i vertici del Partito Comunista di Wuhan e della provincia di Hubei per la loro incapacità di gestire l'emergenza[117].
- 14: Si registra il primo caso di SARS-CoV-2 in Egitto, è il primo caso di contagio nel continente africano. Sei membri del personale sanitario cinese – che, come i colleghi in altre parti del paese, prestano la propria attività in un contesto lavorativo ed igienico-sanitario sempre più degradato[118] – muoiono a seguito del contagio da SARS-CoV-2[119], mentre si registra un forte aumento dei contagi e dei decessi in tutto il mondo[120][121]. Intanto un primo gruppo di 11 passeggeri, di 80 anni e oltre – risultati negativi ai test per il coronavirus – è sbarcato dalla Diamond Princess, la nave da crociera messa in quarantena nella baia di Yokohama in Giappone[122]. Inoltre, il governo cinese annuncia di aver sviluppato dal sangue dei pazienti guariti il “plasma di convalescenza”[nota 2] destinato al trattamento delle persone malate[123]. Nel pomeriggio il governo egiziano conferma la presenza di un soggetto contagiato sul proprio territorio: è un cittadino straniero che è stato subito isolato[124]. Si tratta del primo caso di contagio nel continente africano[125]. In serata gli organizzatori della tradizionale maratona di Tokyo diramano un comunicato con cui invitano i cittadini cinesi a non prendere parte volontariamente alla manifestazione sportiva, comunicando che il Giappone smetterà comunque di rilasciare visti per i residenti in Cina[126].

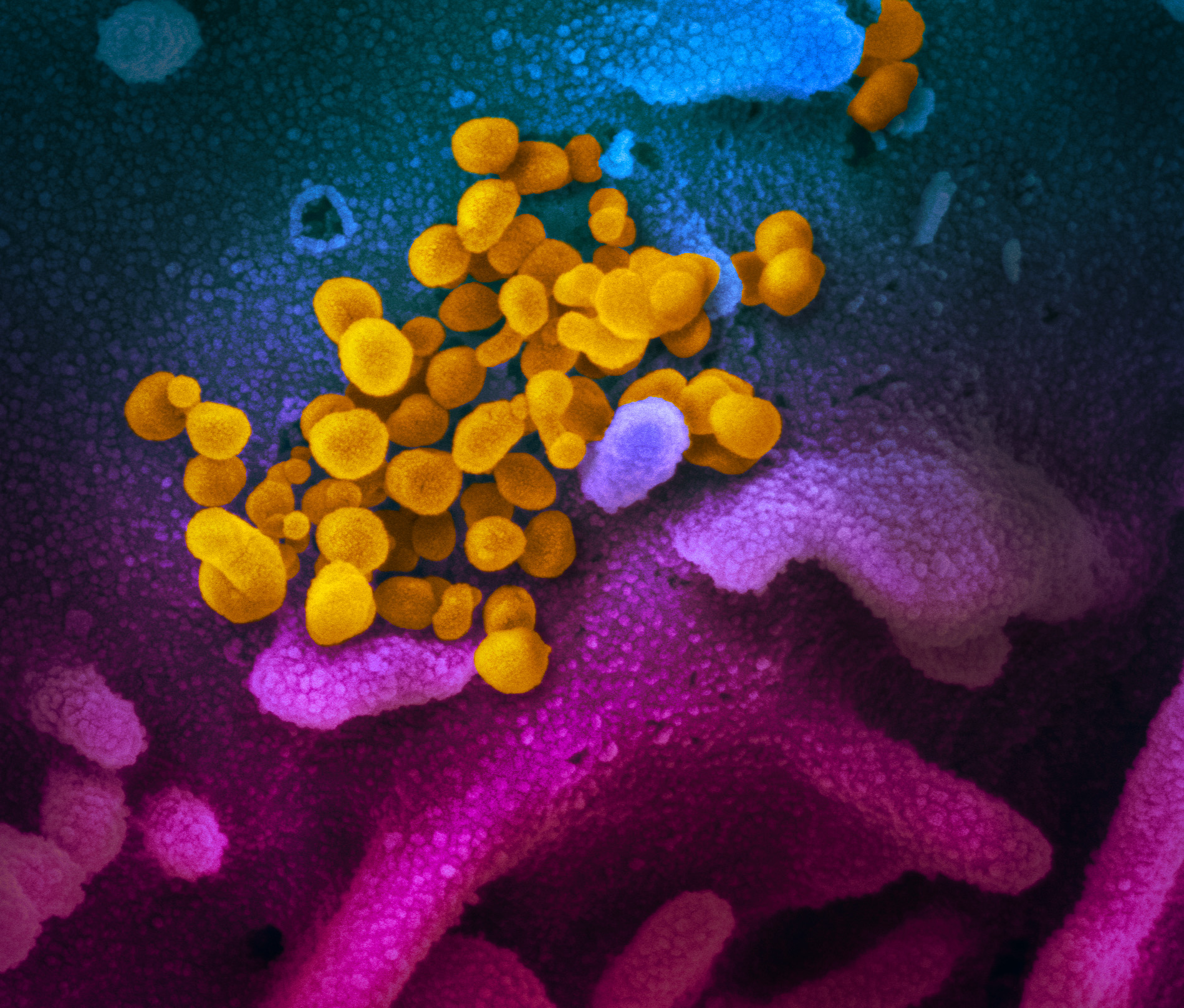
Il virus SARS-CoV-2 (in giallo) visto al microscopio elettronico

- 15: In Francia avviene il primo decesso europeo e il primo fuori dall'Asia; si tratta di un turista cinese di 80 anni proveniente dalla Cina[127]. La banca centrale cinese – secondo quanto riportato dall'agenzia Afp – ha annunciato che le banconote saranno «disinfettate» e messe «in quarantena» fino a 14 giorni[128]. Nel frattempo Niccolò – il 17enne rimasto bloccato per due volte a causa della febbre a Wuhan – viene riportato in Italia e si sottopone al test del contagio presso l'Istituto "Spallanzani" risultando negativo[129][130]. Viene data notizia che il National Institute of Allergy and Infectious Diseases (parte dei National Institutes of Health) ha diffuso le immagini più dettagliate mai ottenute del SARS-CoV-2 ottenute con microscopio elettronico[131].
- 16: Salgono a 1.665 i morti nella Cina continentale, su un totale di 68 500 casi di contaminazione registrati sul territorio, oltre 69 000 in tutto il mondo[132]. Il ministro degli Esteri italiano Di Maio annuncia – sulla falsariga di quanto già fatto dagli Stati Uniti[133] – l'invio di un «volo speciale» per recuperare i 35 cittadini italiani a bordo della Diamond Princess[132][134], che sarà verosimilmente pronto entro 7-10 giorni[135]. A seguito del primo caso di contagio in Africa viene creata una task Force continentale che raggrupperà esperti di epidemie di vari Stati d'intesa con l'Organizzazione mondiale della sanità, è coordinata da cinque Paesi – Senegal, Kenya, Marocco, Nigeria e Sudafrica – che sono quelli maggiormente preparati ed equipaggiati[136]. Viene inoltre registrato il primo decesso a Taiwan, un uomo di 61 anni che, tuttavia, soffriva anche di diabete ed epatite B[137].
- 17: A Pechino giunge la task force dell'OMS che vigilerà sui criteri di conteggio dei malati da parte del governo cinese[138], mentre il numero di morti è salito a 1 775 e i contagi totali hanno superato quota 70 000[139]. Viene data notizia che le celebrazioni per il 60º compleanno del nuovo imperatore giapponese Naruhito – previste nel corso del fine settimana – saranno cancellate a causa della diffusione del coronavirus[140]. Intanto, l'agenzia Xinhua riporta che il governo cinese potrebbe rinviare la sessione annuale del Congresso nazionale del popolo prevista per gli inizi di marzo[141], valutando contestualmente «una bozza di decisione sul bando del commercio illegale di animali selvatici e l’eliminazione delle cattive abitudini di mangiare animali selvatici a tutela della salute e della sicurezza della vita delle persone»[142]. Viene data notizia che il direttore dell'ospedale di Wuhan è deceduto dopo aver contratto il virus[143], esattamente dieci giorni dopo la morte di un altro medico nello stesso ospedale, il primo che aveva dato l'allarme sulle conseguenze dell'epidemia[144].
- 18: Il numero delle vittime nel mondo sale a 1 873, mentre i contagiati sono 73 335. Ma l'OMS – i cui esperti sono già da un paio di giorni in Cina per controllare i numeri dei contagi – mette in guardia contro inutili allarmismi e misure «sproporzionate»[145]. Infatti, per il tredicesimo giorno consecutivo, si ha un calo dei casi giornalieri censiti in Cina fuori dalla regione dell’Hubei[146], anche se simili cali possono rivelarsi temporanei – ha dichiarato Tedros Adhanom Ghebreyesus, direttore dell’Oms – perché altri focolai possono scoppiare soprattutto nelle grandi città[147]. Intanto Apple annuncia una forte riduzione sulle aspettative dei ricavi del secondo trimestre fiscale[148], a causa del crollo della domanda nel settore tecnologico, considerando che già nei giorni precedenti l'azienda aveva ordinato lo stop temporaneo della produzione in Cina e la chiusura di molti rivenditori[149]. Nel frattempo a Wuhan – dove la situazione nelle strutture sanitarie è sempre più degradata[150] – il governo locale ha previsto continui controlli "porta-a-porta" per identificare i possibili contagiati e porli subito in quarantena[151]. I 1 200 passeggeri della nave Westerdam (Holland America Line) sono stati fatti sbarcare il giorno prima nel porto di Sihanoukville[152] (Cambogia)[nota 3] ma solo oggi si è scoperto che gli stessi sono stati autorizzati a scendere dall'imbarcazione, senza controlli approfonditi e senza alcuna forma di quarantena[153], tanto che tra questi vi è un'anziana donna statunitense che ha contratto il virus[154] e, pertanto, le autorità cambogiane stanno tentando di rintracciare i passeggeri per sottoporli a controlli sanitari[nota 4]. Il governo cinese decide inoltre di rinviare il Salone dell'automobile di Pechino a data da destinarsi[155].
- 19: In Iran vengono registrati i primi due casi di SARS-CoV-2.[156] Mentre sale il numero di vittime nel mondo (2 102) e quello dei contagiati (75 200)[157], il governo cinese diffonde uno studio scientifico[158] – il più ampio e completo mai pubblicato finora[159] – secondo cui si può essere «moderatamente ottimisti» sull'evolversi della situazione[160], anche perché la percentuale di casi di contagio giornalieri nella provincia di Hubei è, ormai da giorni, in netta diminuzione[161]. Secondo quanto riportato da Cnbc, le aziende General Motors, Fca e Toyota hanno iniziato a riavviare la produzione in Cina, dopo le lunghe interruzioni legate alle festività del capodanno cinese e ai timori per la diffusione del virus[161]. Nel frattempo il governo russo ha annunciato di voler vietare l'ingresso sul territorio nazionale dei cittadini cinesi «per i viaggi di lavoro, privati, di studio e per turismo»[158][162].
- 20: Mentre il numero dei contagi tocca il minimo storico giornaliero[163], viene data notizia che due cittadini giapponesi a bordo della Diamond Princess sono deceduti a causa del virus[164] mentre i contagi sull'imbarcazione salgono a 634[165]. Inoltre, la SK Hynix, azienda sudcoreana produttrice numero due al mondo di schede di memoria, ha disposto l’auto-quarantena per circa 800 dipendenti presso il suo quartier generale distante appena 70 km da Seul[166]. L'OMS, durante la giornata, diffonde dati positivi sul numero dei contagiati e sulle probabilità di guarigione dei malati[167]. Intanto, in Iran vengono confermati altri tre casi di coronavirus e Qom – la città in cui sono stati registrati tutti i cinque casi di contagio – ha iniziato ad adottare delle misure precauzionali straordinarie.[168]

- 21: A proposito del progredire dei contagi[169], il Politburo dichiara che «la situazione della prevenzione e del controllo dell'epidemia nella provincia dello Hubei e nella città di Wuhan rimane ancora grave e complessa (...) un punto di svolta nello sviluppo dell'epidemia non è ancora arrivato»[170]. Inoltre, Sony e Facebook hanno annunciato che non prenderanno parte alla Game Developers Conference in programma a San Francisco dal 16 al 20 marzo[169]. Nel frattempo in Italia vengono confermati diversi nuovi casi locali di coronavirus: un focolaio nella zona di Castiglione d'Adda in Lombardia, originato da un 38enne senza storia recente di viaggi in Cina, che comprende tra gli infettati la moglie e altre persone da lui frequentate, nonché personale sanitario delle strutture dove i suddetti sono stati accolti[171]; e due casi a Padova[172]. A seguito del contagio, la regione Lombardia e il Ministero della Salute emettono un'ordinanza congiunta che impone a dieci comuni, tutti in provincia di Lodi, il divieto di eventi pubblici con sospensione di tutte le attività lavorative (ad esclusione di quelle di pubblica utilità)[173], con contestuale divieto per i treni di fermarsi alle stazioni dei comuni interessati[174]. In serata, viene data notizia del primo decesso in Italia a causa del virus, un settantasettene di Vo'[175]. Vengono confermati anche i primi casi di coronavirus anche in Israele e Libano[176].
- 22: Il governo cinese – riferisce il New York Times – ha ammesso per la prima volta di aver generato confusione e sfiducia per le variazioni nel metodo di conteggio dei contagi[177], i quali aumentano anche in altre parti del mondo interessate per la prima volta dal virus[178] che hanno preso misure straordinarie per evitarne la diffusione (Libano, Corea del Sud, Giappone, Canada Iran, Russia, Palestina)[177][179]. Secondo quanto riportato dall'ANSA, si ha una seconda vittima in Italia.[180] Nel frattempo l'OMS esprime forte preoccupazione per l'escalation dei contagi nel mondo[181], dichiarando che: «anche se il numero totale di casi di COVID-19 al di fuori della Cina rimane relativamente piccolo, siamo preoccupati per il numero di casi senza un chiaro legame epidemiologico, come i viaggi precedenti o il contatto con un caso confermato»[182]. Vengono confermati due casi a Milano mentre le autorità italiane prendono nuove misure per contenere i contagi[183].
- 23: Mentre progredisce il numero dei contagiati e dei decessi nel mondo[184][185], gli scienziati cinesi che stanno studiando le caratteristiche del SARS-CoV-2 dichiarano che il virus sta diventando meno contagioso[186]. In Italia diventa il paese europeo con più contagiati dal virus sul proprio territorio[187] con più di 100 casi confermati, mentre il Ministro della salute francese dichiara di essere pronto ad emanare misure per prevenire una «possibile epidemia»[188]. Sempre in Italia, vengono sospese le attività universitarie e scolastiche nelle due regioni del settentrionali di Lombardia e Veneto[189][190][191][192], e contestualmente annullati il Carnevale di Venezia[193] e il Carnevale di Ivrea,[194] e vengono rinviate anche 4 partite di Serie A e centinaia di eventi sportivi[195].
- 24: I ricercatori dell'OMS – secondo cui la situazione non è ancora classificabile come «pandemia»[196] – sono arrivati alla conclusione che «in Cina la diffusione del coronavirus ha raggiunto il suo picco tra il 23 gennaio e il 2 febbraio. E da allora ha cominciato a diminuire in maniera consistente»[197]. Inoltre, salgono a 7 i decessi in Italia, con oltre 200 contagiati[198]. Si registrano forti aumenti nel numero di contagi anche in Corea del Sud e Iran[199].
- 25: Nel mondo i contagi arrivano a superare gli 80 000 casi, di cui 78 000 nella Cina continentale[200]. Per la prima volta vengono riportati contagi in Austria, Svizzera e Croazia[201][202], mentre il governo dell'Iran – dopo che è stata data la notizia del contagio del viceministro della Salute, inizialmente scettico sul numero dei morti a Qom[203] – annuncia la creazione di una task force per contenere il diffondersi dell'epidemia[204].
- 26: Il primo ministro giapponese Shinzo Abe ha invitato a interrompere eventi sportivi e culturali per due settimane. Ciò avviene dopo che il Giappone ha confermato la sua seconda morte locale, nel timore che le Olimpiadi di Tokyo del 2020 possano essere cancellate. L'Hokkaido chiuderà le scuole dal 27 febbraio al 4 marzo, mentre Tokyo consentì alle scuole di iniziare alcune lezioni in seguito.[205] Le autorità cinesi hanno sequestrato oltre 31 milioni di maschere chirurgiche contraffatte.[206]
- 28. Viene pubblicato il "Report of the WHO-China Joint Mission on Coronavirus Disease. In questo, si precisa che il virus ha" zoonotic origins". "Dalle sequenze del genoma il pipistrello sembra essere il serbatoio del virus ma gli host intermedi non sono ancora stati identificati. Tuttavia tre importanti aree di lavoro sono in corso in Cina per la comprensione dell'origine zoonotica di questo focolaio. Queste includono indagini sui casi di insorgenza dei sintomi a Wuhan per tutto il mese di dicembre 2019,il campionamento ambientale del mercato ittico all'ingrosso di Huanan ed altri mercati di area e la raccolta di registri dettagliati sulla fonte e sul tipo di specie vendute". (ndr.: sembra importante per evitare il riproporsi di futuri contagi, qualora accertato quanto sopra, che si vieti la vendita di animali, ci si augura non pipistrelli, ma più probabilmente di alcune specie di pesci, che possano presentare il virus)

### Marzo 2020
- 1: Le autorità della Corea del Sud hanno consigliato alle persone di rimanere al chiuso e di non partecipare ad alcun evento. Inoltre, la pausa scolastica è stata prolungata di una settimana in tutto il paese e di tre settimane a Taegu.[207] Negli Stati Uniti, l'American Physical Society ha annullato l'incontro annuale, che si sarebbe tenuto a Denver, in Colorado, dal 2 al 6 marzo.[208]
- 2: Il Centro europeo per la prevenzione e il controllo delle malattie ha annunciato di aver aumentato il livello di rischio da moderato ad alto per le persone nell'Unione europea.[209] La Camera bassa del parlamento polacco ha approvato un disegno di legge sulle misure speciali relative alla diffusione del nuovo coronavirus.[210]
- 3: Singapore vieterà ai visitatori che arrivano dalla Corea del Sud, dall'Iran e dall'Italia settentrionale dal 4 marzo, con cittadini di Singapore, residenti permanenti e titolari di pass per soggiorni di lunga durata che tornano da questi luoghi per ricevere comunicazioni di soggiorno (SHN) della durata di 14 giorni. Inoltre, tutti i viaggiatori che entrano a Singapore con febbre o segni di malattie respiratorie saranno sottoposti a test di tampone, con penalità per il rifiuto. La consultiva di viaggio è stata ampliata per includere l'Iran, l'Italia settentrionale, il Giappone e la Corea del Sud.[211] L'Italia ha annunciato che potrebbe istituire zone rosse di quarantena per contenere la diffusione del virus. A seguito dello scoppio, una fiera del vino è stata cancellata.[212]
- 7: La International Ice Hockey Federation ha annullato il Campionato mondiale femminile, in programma dal 31 marzo al 10 aprile in Canada, a causa delle preoccupazioni sul coronavirus.[213]
- 9: L'Italia impone una quarantena a livello nazionale, limitando i viaggi tranne che per necessità, lavoro e circostanze sanitarie.[214] La Mongolia ha messo in quarantena diverse città, tra cui la sua capitale Ulan Bator, fino al 16 marzo dopo la conferma del primo caso del paese.[215]
- 10: Tutte le scuole primarie e secondarie della Repubblica Ceca sono state chiuse.[216] Panama ha sospeso l'anno scolastico e attività che coinvolgevano grandi quantità di persone fino al 7 aprile. La Minsa ha anche annunciato che 66 persone erano sotto sorveglianza medica.[217][218][219][220] Il DragCon LA 2020 di RuPaul, che avrebbe dovuto svolgersi dall'1 al 3 maggio 2020 a Los Angeles, è stato cancellato.[221][222] Il destino del DragCon di RuPaul a New York e nel Regno Unito è attualmente sconosciuto. L'arcivescovo polacco, presidente della Conferenza episcopale polacca, ha affermato che le chiese polacche dovrebbero fare in modo che meno persone partecipino contemporaneamente.[223] L'Amministrazione autonoma della Siria settentrionale e orientale (nota anche come Rojava), ha chiuso un valico di frontiera sotto il suo controllo con il vicino Iraq. L'amministrazione ha inoltre rilasciato una dichiarazione in cui chiede ai giornalisti europei in seguito alla guerra civile siriana di non visitare parti della Siria sotto il proprio controllo perché verrebbero effettuati controlli medici in tutti i passaggi sul loro territorio in risposta al Coronavirus.[224]
- 11: Il primo ministro canadese Justin Trudeau ha annunciato un fondo di risposta alla COVID-19 da 1.000.000.000 C$ che include un contributo di 50 milioni all'Organizzazione mondiale della sanità e altri 275 milioni per finanziare la ricerca sul coronavirus in Canada.[225][226] Tutte le scuole e le università in Polonia sono state chiuse per 2 settimane.[227] Primo caso di morte in Bulgaria. Il primo ministro danese ha annunciato che tutte le scuole, università e scuole materne saranno chiuse per due settimane.[228] L’OMS non dichiara la pandemia, tuttavia il suo direttore definisce la situazione come pandemica.[229] In Italia vengono prese delle misure più restrittive per evitare il continuo diffondersi del virus, vengono infatti chiusi totalmente bar, ristoranti, ecc (che in precedenza potevano lavorare dalle 6:00 alle 18:00).
- 12: Il presidente Francese Emmanuel Macron ordina la chiusura di tutte le scuole di ordine e grado.[230]
- 20: Papa Francesco annuncia il lancio della Commissione Vaticana COVID-19, sotto la direzione del Dicastero per il servizio dello sviluppo umano integrale, per preparare il futuro post-Covid-19.[231]

### Aprile 2020
- 2: I casi nel mondo superano il milione e i morti sono oltre 50.000.[232]
- 15: I casi nel mondo superano i 2 milioni e i morti sono oltre 130.000.[232]
- 26: I casi totali sono 3 milioni e i morti sono quasi 200.000.[232]

### Maggio 2020
- 8: I casi nel mondo superano i 4 milioni e i morti sono oltre 275.000.[232]
- 17: La Diamond Princess lascia il Giappone.[233]
- 20: I casi nel mondo superano i 5 milioni e i morti sono oltre 325.000.[232]
- 29: I casi nel mondo superano i 6 milioni e i morti sono oltre 365.000.[232]

### Giugno 2020
- 7: I casi totali nel mondo superano i 7 milioni, i morti sono oltre 400.000.[232]
- 15: I casi totali nel mondo superano gli 8 milioni, i morti sono oltre 435.000.[232]
- 22: I casi totali nel mondo superano i 9 milioni, i morti sono oltre 465.000.[232]
- 27: I casi totali nel mondo superano i 10 milioni, i morti sono oltre 500.000.[232]

### Luglio 2020
- 3: I casi totali nel mondo superano gli 11 milioni, i morti sono poco più di 525.000.[232]
- 8: I casi totali nel mondo superano i 12 milioni, i morti sono poco più di 550.000.[232]
- 12: I casi totali nel mondo superano i 13 milioni, i morti sono poco più di 570.000.[232]
- 17: I casi totali nel mondo superano i 14 milioni, i morti sono oltre 595.000.[232]
- 21: I casi totali nel mondo superano i 15 milioni, i morti sono oltre 615.000.[232]
- 25: I casi totali nel mondo superano i 16 milioni, i morti sono oltre 645.000.[232]
- 29: I casi totali nel mondo superano i 17 milioni, i morti sono oltre 665.000.[232]

### Agosto 2020
- 2: I casi totali nel mondo superano i 18 milioni, i morti sono oltre 687.000.[232]
- 6: i casi totali nel mondo superano i 19 milioni, i morti sono oltre 711.000.[232]
- 10: I casi totali nel mondo superano i 20 milioni, i morti sono oltre 734.000.[232]
- 14: I casi totali nel mondo superano i 21 milioni, i morti sono oltre 757.500.[232]
- 18: I casi totali nel mondo superano i 22 milioni, i morti sono oltre 780.000.[232]
- 21: I casi totali nel mondo superano i 23 milioni, i morti sono oltre 800.000.[232]
- 25: I casi totali nel mondo superano i 24 milioni, i morti sono oltre 820.000.[232]
- 29: I casi totali nel mondo superano i 25 milioni, i morti sono oltre 845.000.[232]

### Settembre 2020
- 17: i casi totali nel mondo superano i 30 milioni, i morti oltre 940.000.[232]
- 20: i casi totali nel mondo superano i 31 milioni, i morti oltre 960.000.[232]
- 24: i casi totali nel mondo superano i 32 milioni, i morti oltre 980.000.[232]
- 26: i casi totali nel mondo superano i 33 milioni, i morti oltre 990.000.[232]
- 27: i morti nel mondo superano il milione.[232]
- 30: i casi totali nel mondo superano i 34 milioni, i morti oltre un milione.[232]

### Ottobre 2020
- 4: i casi nel mondo superano i 35 milioni, i morti oltre 1.030.000.[232]
- 6: i casi nel mondo superano i 36 milioni, i morti oltre 1.050.000.[232]
- 9: i casi nel mondo superano i 37 milioni, i morti oltre 1.060.000.[232]
- 12: i casi nel mondo superano i 38 milioni, i morti oltre 1.080.000.[232]
- 15: i casi nel mondo superano i 39 milioni, i morti oltre 1.100.000.[232]
- 18: i casi nel mondo superano i 40 milioni, i morti oltre 1.110.000.[232]
- 21: i casi nel mondo superano i 41 milioni, i morti oltre 1.130.000.[232]
- 23: i casi nel mondo superano i 42 milioni, i morti oltre 1.140.000.[232]
- 25: i casi nel mondo superano i 43 milioni, i morti oltre 1.150.000.[232]
- 27: i casi nel mondo superano i 44 milioni, i morti oltre 1.170.000.[232]
- 29: i casi nel mondo superano i 45 milioni, i morti oltre 1.180.000.[232]
- 31: i casi nel mondo superano i 46 milioni, i morti oltre 1.190.000.[232]

### Novembre 2020
- 2: i casi nel mondo superano i 47 milioni, i morti oltre 1.210.000.[232]
- 4: i casi nel mondo superano i 48 milioni, i morti oltre 1.220.000.[232]
- 6: i casi nel mondo superano i 49 milioni, i morti oltre 1.240.000.[232]
- 8: i casi nel mondo superano i 50 milioni, i morti oltre 1.250.000.[232]
- 10: i casi nel mondo superano i 51 milioni, i morti oltre 1.260.000.[232]
- 11: i casi nel mondo superano i 52 milioni, i morti oltre 1.270.000.[232]
- 12: i casi nel mondo superano i 53 milioni, i morti oltre 1.290.000.[232]
- 13: record di casi nelle ultime 24 ore in Italia: sono 40.902.[234]
- 14: i casi nel mondo superano i 54 milioni, i morti oltre 1.310.000.[232]
- 16: i casi nel mondo superano i 55 milioni, i morti oltre 1.320.000.[232]
- 18: i casi nel mondo superano i 56 milioni, i morti oltre 1.340.000.[232]
- 20: i casi nel mondo superano i 57 milioni, i morti oltre 1.360.000.[232]
- 21: i casi nel mondo superano i 58 milioni, i morti oltre 1.380.000.[232]
- 23: i casi nel mondo superano i 59 milioni, i morti oltre 1.390.000.[232] In Italia si superano i 50.000 morti per Covid-19 dall'inizio della pandemia.[235]
- 25: i casi nel mondo superano i 60 milioni, i morti oltre 1.410.000.[232]
- 26: i casi nel mondo superano i 61 milioni, i morti oltre 1.430.000.[232]
- 28: i casi nel mondo superano i 62 milioni, i morti oltre 1.450.000.[232] In Italia i casi si sono stabilizzati e stanno iniziando a calare.
- 29: i casi nel mondo superano i 63 milioni, i morti oltre 1.460.000.[232] In Giappone si sta formando una terza ondata con oltre 2.600 casi nelle ultime 24 ore.[236]
- 30: in Europa superati i 400.000 morti dall'inizio della pandemia.

### Dicembre 2020
- 1: i casi nel mondo superano i 64 milioni, i morti oltre 1.480.000.[232] Record di morti in Russia, ben 569 nelle ultime 24 ore.[237] In F1 anche Lewis Hamilton è risultato positivo al coronavirus.[238]
- 2: Record di morti negli Usa, oltre 2.500 in 24 ore e i nuovi contagi sono oltre 180.000.[239]
- 3: i casi nel mondo superano i 65 milioni, i morti oltre 1.500.000.[232] Nuovo record di morti negli Usa, sono 3.157 nelle ultime 24 ore e attualmente oltre 100.000 statunitensi sono ricoverati negli ospedali. C'è anche il record di casi che invece hanno superato quota 195.000 in 24 ore, per un totale di oltre 14.000.000 dall'inizio della pandemia.[240][241] Record di morti in Italia, sono 993 nelle ultime 24 ore.[242]
- 4: i casi nel mondo superano i 66 milioni, i morti oltre 1.520.000.[232] Record di casi negli Usa. Sono oltre 210.000 nelle ultime 24 ore. I morti sono 2.900 in un giorno.[243]
- 6: i casi nel mondo superano i 67 milioni, i morti oltre 1.540.000.[232]
- 8: i casi nel mondo superano i 68 milioni, i morti oltre 1.550.000.[232] Negli Usa sono stati superati i 15 milioni di contagi dall'inizio della pandemia. I decessi sono oltre 284.000.[244] Nel Regno Unito viene distribuita la prima dose di vaccino ad una signora 90enne. Il primo signore nel Regno Unito ad essere vaccinato contro il Covid-19 è un 81enne.[245][246]
- 9: i casi nel mondo superano i 69 milioni, i morti oltre 1.570.000.[232]
- 10: i casi nel mondo superano i 70 milioni, i morti oltre 1.580.000.[232]
- 11: i casi nel mondo superano i 71 milioni, i morti oltre 1.590.000.[232] Nuovo record di casi in Germania, sono 29.875 nelle ultime 24 ore. Nuovo record di decessi, sono 598. Record di casi anche in Corea del Sud, sono 689 nelle ultime 24 ore. Era dal mese di Febbraio che non se ne registravano così tanti.[247] Record di casi in Russia, sono 28.585 nelle ultime 24 ore. Nuovo record di decessi sono 613. I contagi totali dall'inizio della pandemia di COVID-19 superano i 2.5 milioni. I decessi superano quota 45.000 e i guariti oltre 2 milioni.[248]
- 12: i casi nel mondo superano i 72 milioni, i morti oltre 1.610.000.[232] Record di nuovi casi in Corea del Sud, sono 950 nelle ultime 24 ore. Record di casi anche a Tokyo, sono 621 nelle ultime 24 ore.[249] Record di nuovi casi anche negli Stati Uniti, sono 280.514 nelle ultime 24 ore. I morti sono 2.951.[250]
- 13: I casi negli Stati Uniti delle ultime 24 ore sono 207.267. I morti sono 2.259.[250]
- 14: Chiuse le scuole in Corea del Sud. I casi di oggi sono 718 nelle ultime 24 ore, rispetto ai 1.032 del giorno precedente. Il vaccino anti COVID-19 della casa farmaceutica Pfizer arriva in Canada.[251] I nuovi casi negli Stati Uniti sono 183.814. I morti sono 1.357.[250]
- 15: i casi nel mondo superano i 73 milioni, i morti oltre 1.630.000.[232]
- 16: i casi nel mondo superano i 74 milioni, i morti oltre 1.640.000.[232] In Germania record di morti nelle ultime 24 ore, sono 952. Record di casi negli Stati Uniti, sono oltre 248.000 nelle ultime 24 ore. I morti sono oltre 2.700.[252]
- 17: In Germania i casi sono oltre 26.000 nelle ultime 24 ore.[253] In Brasile raggiunti i 7 milioni di contagi dall'inizio della pandemia.[254] Negli Stati Uniti i casi sono oltre 250.000 nelle ultime 24 ore. Record di morti, oltre 3.700 in 24 ore, stando ai dati della Johns Hopkins University.[255]
- 18: i casi nel mondo superano i 75 milioni, i morti oltre 1.660.000.[232] In Germania i casi sono oltre 30.000 nelle ultime 24 ore, i morti oltre 800. Record di casi in Corea del Sud, oltre 1.000 per il terzo giorno di fila. In Brasile i morti sono oltre 1.000 nelle ultime 24 ore.[256]
- 19: i casi nel mondo superano i 76 milioni, i morti oltre 1.680.000.[232]
- 20: i casi nel mondo sono 77 milioni, i morti oltre 1.690.000.[232] È stata trovata una nuova variante del COVID-19 che si è sviluppata in Gran Bretagna. Questa variante del Covid-19 si è diffusa anche in Danimarca, Olanda e Australia. Molti stati come Germania, Austria, Olanda e Belgio sospendono i voli verso la Gran Bretagna e la Francia blocca le frontiere per 48 ore.[257] In Italia il ministro della salute ha firmato l'ordinanza per lo stop ai voli con la Gran Bretagna fino al 6 Gennaio. Tutte le persone arrivate nelle ultime due settimane dal Regno Unito devono fare il tampone. La Germania ha deciso di sospendere i voli non solo con il Regno Unito ma anche con il Sudafrica.[258] È stato appena riscontrato un paziente positivo a questa variante inglese in Italia. La notizia di questo paziente positivo è stata diffusa dal ministero della salute.[259]
- 21: Anche altri stati come Bulgaria, Argentina, Colombia, Norvegia, Spagna, Portogallo, Svezia, Svizzera hanno sospeso i voli con la Gran Bretagna. La Svizzera ha vietato l'ingresso anche al Sudafrica. In Russia i casi nelle ultime 24 ore sono 29.350. I morti sono 493. In Gran Bretagna i casi sono 33.364 nelle ultime 24 ore. I decessi sono 215, in calo rispetto ai 326 di ieri. Boom di casi in Svizzera, nelle ultime 72 ore i casi sono stati 10.002. I morti sono 201 e i ricoveri sono 371 in più. In Colombia i casi hanno superato quota 1,5 milioni dall'inizio della pandemia di COVID-19.[260][261][262]
- 22: i casi nel mondo sono 78 milioni, i morti oltre 1.710.000.[232] Ci sono alcuni casi registrati anche in Antartide, l'unico continente non colpito dalla pandemia. Ci sono ben 36 casi tra le persone di una base di ricerca cilena. La Germania estende la chiusura a Gran Bretagna e Sudafrica fino al 6 Gennaio. In Russia i casi nelle ultime 24 ore sono 28.776. I morti sono 561.[263]
- 24: i casi nel mondo sono 79 milioni, i morti oltre 1.740.000.[232] Anche la Cina blocca i voli col Regno Unito. Nelle Marche trovati alcuni casi della variante inglese.[264]
- 26: i casi nel mondo sono 80 milioni, i morti oltre 1.750.000.[232] In Italia ci sono stati 11 nuovi casi della variante inglese: 6 in Campania, 3 in Veneto, 2 in Puglia e due casi sospetti in Abruzzo.[265]. In Lombardia ci sono i primi tre casi della variante inglese di COVID-19, uno accertato ad Arsago Seprio, in provincia di Varese e altri due al San Matteo di Pavia.[266] In Veneto sono state trovate due nuove varianti di COVID-19 mai scoperte altrove.[267] Anche in Francia il primo caso della variante, in Spagna i primi quattro casi scoperti nella città di Madrid e in Svezia il primo caso. Il Giappone ha chiuso le frontiere a tutti gli stranieri fino al 31 Gennaio 2021. In Germania 14.455 nuovi casi, circa la metà di una settimana fa. In Russia è stata raggiunta la soglia di tre milioni di casi dall'inizio della pandemia. Record di casi anche a Tokyo, che sono 949 nelle ultime 24 ore. Nelle ultime 24 ore in Belgio sono 2.342 e in Cina solo 20, dei quali 12 importati. In Svizzera è stato individuato un terzo caso della variante inglese. Il caso, come i due precedenti, è stato rilevato in un cantone della Svizzera tedesca. Le Filippine vietano i voli in entrata con la Gran Bretagna.[268][269]
- 27: i casi nel mondo sono 81 milioni, i morti oltre 1.770.000.[232]
- 30: i casi nel mondo sono 82 milioni, i morti oltre 1.798.000.[232] Record di morti in Germania, sono 1.122 nelle ultime 24 ore. I casi sono 22.459. Stando ai dati della Johns Hopkins University, nelle ultime 24 ore i morti negli Stati Uniti sono 3.725. I casi sono 247.646.[270] Le varianti del virus sono segnalate in 26 Paesi, 13 dei quali europei. Lo segnala la Ecdc sul suo sito. La variante inglese è segnalata in Australia, Canada, Corea del Sud, Cile, Hong Kong, India, Israele, Giappone, Giordania, Libano, Singapore e Stati Uniti. In Europa è segnalata in Belgio, Danimarca, Finlandia, Francia, Germania, Islanda, Irlanda, Italia, Olanda, Norvegia, Portogallo, Spagna, Svezia e Svizzera. La variante sudafricana è in Finlandia e Gran Bretagna.[271]
- 31: i casi nel mondo sono 83 milioni, i morti oltre 1.810.000.[232]

### Gennaio 2021
- 1: i casi nel mondo sono 84 milioni, i morti oltre 1.830.000.[232]
- 3: i casi nel mondo sono 85 milioni, i morti oltre 1.840.000.[232]
- 4: La variante inglese è stata confermata in almeno 37 paesi nel mondo. In questi paesi si è sviluppata : Regno Unito, Australia, Belgio, Brasile, Canada, Cile, Cina, Danimarca, Finlandia, Francia, Germania, Islanda, India, Irlanda, Israele, Italia, Giamaica, Giappone, Giordania, Libano, Malta, Lussemburgo, Olanda, Nuova Zelanda, Norvegia, Pakistan, Portogallo, Emirati Arabi Uniti, Singapore, Corea del Sud, Spagna, Svezia, Svizzera, Thailandia, Turchia, Stati Uniti, Vietnam, Taiwan e Hong Kong. Record di casi in Thailandia, sono 745 nelle ultime 24 ore. La Gran Bretagna somministra le prime dosi del vaccino Oxford- Astrazeneca[272] Negli USA record di casi e Los Angeles è l'epicentro della pandemia. Ricoverato in condizioni gravi il famoso conduttore televisivo della CNN Larry King. Record di morti anche in Messico, sono 362 nelle ultime 24 ore. Il Sudafrica ha annunciato di voler vaccinare circa il 67% della sua popolazione.[273] In Germania i nuovi casi nelle ultime 24 ore sono 9.847, in calo rispetto ai giorni precedenti. I decessi invece sono stabili, infatti sono 302. Nel Canton Ticino i morti dall'inizio della pandemia sono oltre 800. I contagi invece sono oltre 24.000.[274]
- 5: i casi nel mondo sono 86 milioni, i morti oltre 1.860.000.[232] In Svizzera 28 casi in 7 cantoni. La Germania ha registrato 11.897 casi e 844 decessi.[275]
- 6: i casi nel mondo sono 87 milioni, i morti oltre 1.880.000.[232]
- 7: i casi nel mondo sono 88 milioni, i morti oltre 1.900.000.[232]
- 9: i casi nel mondo sono 89 milioni, i morti oltre 1.920.000.[232]
- 10: i casi nel mondo sono 90 milioni, i morti oltre 1.940.000.[232]
- 11: i casi nel mondo sono 91 milioni, i morti oltre 1.950.000.[232]
- 13: i casi nel mondo sono 92 milioni, i morti oltre 1.970.000.[232]
- 14: i casi nel mondo sono 93 milioni, i morti oltre 1.990.000.[232]
- 15: i casi nel mondo sono 94 milioni, i morti oltre 2 milioni.[232]
- 18: i casi nel mondo sono 95 milioni, i morti oltre 2.040.000.[232]
- 20: i casi nel mondo sono 96 milioni, i morti oltre 2.050.000.[232]

### Febbraio 2021
- 3: I casi nel mondo superano i 103 milioni mentre i morti 2.300.000.

### Dicembre 2021
- 12: Nel mondo 270 milioni di casi e oltre 5,6 milioni di morti.

### Dichiarazione di fine pandemia
Il 5 maggio 2023, l'Organizzazione mondiale della sanità dichiara ufficialmente la fine della pandemia.